# Andris Pelšs
Andris Pelšs (ur. 1976) – łotewski dyplomata, doradca prezydenta Łotwy ds. zagranicznych w latach 2007–2012, od 2018 do 2024 sekretarz stanu w ministerstwie spraw zagranicznych Łotwy.

## Życiorys
W 1997 roku ukończył Truman State University w Kirksville w USA, zaś w 2000 roku studia na Wydziale Historyczno-Filozoficznym Uniwersytetu Łotewskiego. W 2003 roku uzyskał tytuł MBA na Morehead State University w USA. 
Od 1998 roku pracuje w Ministerstwie Spraw Zagranicznych Łotwy, pełniąc funkcję attaché Wydziału Polityki Bezpieczeństwa Ministerstwa Spraw Zagranicznych, następnie był III Sekretarzem Wydziału NATO.
W latach 2000–2005 był III Sekretarzem Stałego Przedstawicielstwa Łotwy przy ONZ w Nowym Jorku oraz Drugim Sekretarzem Stałego Przedstawicielstwa Łotwy przy NATO w Brukseli. Następnie kierował Wydziałem Kontroli Zbrojeń oraz Wydziałem Operacji Międzynarodowych i Kryzysowych w Ministerstwie Spraw Zagranicznych.
W latach 2007–2012 był doradcą Prezydenta Republiki Łotewskiej Valdisa Zatlersa ds. zagranicznych. Do 2016 roku pełnił funkcję Stałego Przedstawiciela Łotwy przy UE jako ambasador. W latach 2016–2018 był zastępcą sekretarza stanu w Ministerstwie Spraw Zagranicznych, a od 2018 do 2024 roku zajmował stanowisko sekretarza stanu. 
W 2024 został ambasadorem Łotwy przy OECD. 

## Odznaczenia
- Order „Za zasługi” III klasy (Ukraina)[4]

## Źródła
- Andris Pelšs [online], puaro.lv [dostęp 2025-02-05] (łot.).